# Hans-Olof Kvist
Hans-Olof Samuel Kvist, född 27 oktober 1941 i Helsingfors, är en finländsk teolog.
Kvist prästvigdes 1965 och blev teologie doktor 1978. Han var knuten till Åbo Akademi sedan 1960-talet, lektor i systematisk teologi 1977–1988, professor i samma ämne 1988 och innehavare av professuren i dogmatik från 1997–2005.
Kvist har i sin forskning ägnat stort intresse åt lutherdomens grundbegrepp med tonvikt på etiska frågor. Religionsfilosofiska ämnen behandlas i en rad skrifter på svenska, tyska och engelska, där han granskar inte minst Immanuel Kants teologiska tänkande. 

## Utmärkelser, ledamotskap och priser
- Ledamot av Vetenskapssocieteten i Lund (LVSL, 1994)[1]